# Don Haggerty
Don Haggerty (Poughkeepsie, 3 luglio 1914 – Cocoa, 19 agosto 1988) è stato un attore statunitense.
Ha recitato in oltre 110 film dal 1939 al 1973 ed è apparso in oltre 90 produzioni televisive dal 1946 al 1977.

## Biografia
Don Haggerty nacque a Poughkeepsie, New York, il 3 luglio 1914. Da giovane frequentò la Brown University a Rhode Island, per la quale partecipò come atleta a diversi eventi sportivi. Dopo aver espletato il servizio militare, cominciò a partecipare a diverse produzioni cinematografiche della Republic e della MGM. Debuttò nel 1939, non accreditato, nel film Back Door to Heaven nel ruolo della guardia di una prigione e in televisione nel film per la televisione Mr. and Mrs. North, andato in onda il 19 maggio 1946 sulla neonata WNBT. Continuò la sua carriera cinematografica interpretando soprattutto personaggi duri, come poliziotti o cowboy. Tra i film a cui prese parte: Iwo Jima, deserto di fuoco (1949) Giungla d'asfalto (1950), Angels in the Outfield (1951) e Le jene di Chicago (1952)
Per la televisione, interpretò, tra gli altri, il ruolo dello sceriffo Dan Elder in 9 episodi della serie televisiva State Trooper nel 1957, di  Jeffrey Jones in 14 episodi della serie The Files of Jeffrey Jones nel 1952, di  Eddie Drake in 13 episodi della serie The Cases of Eddie Drake nel 1952, di  Marsh Murdock in 19 episodi della serie Le leggendarie imprese di Wyatt Earp dal 1955 al 1958 (più altri due episodi con altri ruoli), e numerosi altri ruoli, in gran parte secondari, in decine di serie televisive dagli anni 50 agli anni 70.
La sua ultima apparizione sul piccolo schermo avvenne nell'episodio Everybody Pays the Fare della serie televisiva Baretta, andato in onda il 23 febbraio 1977, che lo vede nel ruolo di  Dublin, mentre per il grande schermo l'ultima interpretazione risale al film Starbird and Sweet William del 1973.
Morì a Cocoa, in Florida, il 19 agosto 1988.

## Filmografia

### Cinema
- Back Door to Heaven, regia di William K. Howard (1939)
- USS VD: Ship of Shame – documentario (1942)
- Problem Drinkers – cortometraggio (1946)
- Violenza (The Gangster), regia di Gordon Wiles (1947)
- Mystery Range, regia di Ande Lamb (1947)
- Silent Conflict, regia di George Archainbaud (1948)
- The Dead Don't Dream, regia di George Archainbaud (1948)
- Domani saranno uomini (Fighting Father Dunne), regia di Ted Tetzlaff (1948)
- Cavalcata infernale (Sinister Journey), regia di George Archainbaud (1948)
- Train to Alcatraz, regia di Philip Ford (1948)
- Borrowed Trouble, regia di George Archainbaud (1948)
- Tragedia a Santa Monica (Pitfall), regia di André De Toth (1948)
- La signora in ermellino (That Lady in Ermine), regia di Ernst Lubitsch (1948)
- Angelo in esilio (Angel in Exile), regia di Allan Dwan e Philip Ford (1948)
- The Gentleman from Nowhere, regia di William Castle (1948)
- False Paradise, regia di George Archainbaud (1948)
- Atto di violenza (Act of Violence), regia di Fred Zinnemann (1948)
- Suprema decisione (Command Decision), regia di Sam Wood (1948)
- Gun Smugglers, regia di Frank McDonald (1948)
- Rustlers, regia di Lesley Selander (1949)
- Incrocio pericoloso (The Crooked Way), regia di Robert Florey (1949)
- Amore selvaggio (Canadian Pacific), regia di Edwin L. Marin (1949)
- King of the Rocket Men, regia di Fred C. Brannon (1949)
- South of Rio, regia di Philip Ford (1949)
- La mano deforme (Scene of the Crime), regia di Roy Rowland (1949)
- Iwo Jima, deserto di fuoco (Sands of Iwo Jima), regia di Allan Dwan (1949)
- Cowboy and the Prizefighter, regia di Lewis D. Collins (1949)
- Malesia (Malaya), regia di Richard Thorpe (1949)
- La frusta di fuoco (The Sundowners), regia di George Templeton (1950)
- Bill il selvaggio (The Kid from Texas), regia di Kurt Neumann (1950)
- Dynamite Pass, regia di Lew Landers (1950)
- La via della morte (Side Street), regia di Anthony Mann (1950)
- The Vanishing Westerner, regia di Philip Ford (1950)
- Storm Over Wyoming, regia di Lesley Selander (1950)
- Shadow on the Wall, regia di Pat Jackson (1950)
- Giungla d'asfalto (The Asphalt Jungle), regia di John Huston (1950)
- Sterminate la gang! (Armored Car Robbery), regia di Richard Fleischer (1950)
- Vigilante Hideout, regia di Fred C. Brannon (1950)
- Lonely Heart Bandits, regia di George Blair (1950)
- I ragni della metropoli (Gambling House), regia di Ted Tetzlaff (1950)
- Spoilers of the Plains, regia di William Witney (1951)
- Quebec, regia di George Templeton (1951)
- La lettera accusatrice (Cause for Alarm!), regia di Tay Garnett (1951)
- Allo sbaraglio (Go for Broke!), regia di Robert Pirosh (1951)
- Quel fenomeno di mio figlio (That's My Boy), regia di Hal Walker (1951)
- La legge del mare (Fighting Coast Guard), regia di Joseph Kane (1951)
- No Questions Asked, regia di Harold F. Kress (1951)
- Ricca giovane e bella (Rich, Young and Pretty), regia di Norman Taurog (1951)
- Il gatto milionario (Rhubarb), regia di Arthur Lubin (1951)
- La donna del gangster (The Strip), regia di László Kardos (1951)
- Angels in the Outfield, regia di Clarence Brown (1951)
- Callaway Went Thataway, regia di Melvin Frank e Norman Panama (1951)
- Attente ai marinai! (Sailor Beware), regia di Hal Walker (1952)
- L'impero dei gangster (Hoodlum Empire), regia di Joseph Kane (1952)
- Topkid eroe selvaggio (Wild Stallion), regia di Lewis D. Collins (1952)
- Bronco Buster, regia di Budd Boetticher (1952)
- Le jene di Chicago (The Narrow Margin), regia di Richard Fleischer (1952)
- La grande avventura del generale Palmer (Denver and Rio Grande), regia di Byron Haskin (1952)
- Gonne al vento (Skirts Ahoy!), regia di Sidney Lanfield (1952)
- La strada dell'eternità (Glory Alley), regia di Raoul Walsh (1952)
- Il cantante matto (The Stooge), regia di Norman Taurog (1952)
- Corsa infernale (Roar of the Crowd), regia di William Beaudine (1953)
- Il territorio dei fuorilegge (Hannah Lee: An American Primitive), regia di Lee Garmes e John Ireland (1953)
- La città dei fuorilegge (City of Bad Men), regia di Harmon Jones (1953)
- L'ultimo bersaglio (Combat Squad), regia di Cy Roth (1953)
- Femmina contesa (Take the High Ground!), regia di Richard Brooks (1953)
- La grande carovana (Jubilee Trail), regia di Joseph Kane (1954)
- Phantom Stallion, regia di Harry Keller (1954)
- La morsa si chiude (Loophole), regia di Harold D. Schuster (1954)
- The Rocket Man, regia di Oscar Rudolph (1954)
- Return from the Sea, regia di Lesley Selander (1954)
- Anatomia di un delitto (Naked Alibi), regia di Jerry Hopper (1954)
- Il terrore dei gangsters (Cry Vengeance), regia di Mark Stevens (1954)
- Atomicofollia  (The Atomic Kid), regia di Leslie H. Martinson (1954)
- Aquile nell'infinito (Strategic Air Command), regia di Anthony Mann (1955)
- I cadetti della 3ª brigata (An Annapolis Story), regia di Don Siegel (1955)
- Bandiera di combattimento (The Eternal Sea), regia di John H. Auer (1955)
- Air Strike, regia di Cy Roth (1955)
- G men: evaso 50574 (I Cover the Underworld), regia di R.G. Springsteen (1955)
- La guerra privata del maggiore Benson (The Private War of Major Benson), regia di Jerry Hopper (1955)
- Ore disperate (The Desperate Hours), regia di William Wyler (1955)
- I dominatori di Fort Ralston (Texas Lady), regia di Tim Whelan (1955)
- Crashing Las Vegas, regia di Jean Yarbrough (1956)
- Lassù qualcuno mi ama (Somebody Up There Likes Me), regia di Robert Wise (1956)
- Calling Homicide, regia di Edward Bernds (1956)
- Chain of Evidence, regia di Paul Landres (1957)
- Fight for the Title, regia di Erle C. Kenton (1957)
- Spring Reunion, regia di Robert Pirosh (1957)
- Fiamme sulla grande foresta (Spoilers of the Forest), regia di Joseph Kane (1957)
- Footsteps in the Night, regia di Jean Yarbrough (1957)
- Back from the Dead, regia di Charles Marquis Warren (1957)
- Il pilota razzo e la bella siberiana (Jet Pilot), regia di Josef Von Sternberg (1957)
- Il quadrato della violenza (The Crooked Circle), regia di Joseph Kane (1957)
- Il marmittone (The Sad Sack), regia di George Marshall (1957)
- La legge del fucile (Day of the Badman), regia di Harry Keller (1958)
- La freccia di fuoco (Blood Arrow), regia di Charles Marquis Warren (1958)
- Cord il bandito (Cattle Empire), regia di Charles Marquis Warren (1958)
- The Man Who Died Twice, regia di Joseph Kane (1958)
- Qualcuno verrà (Some Came Running), regia di Vincente Minnelli (1958)
- Duello alla pistola (The Gunfight at Dodge City), regia di Joseph M. Newman (1959)
- C'era una volta un piccolo naviglio (Don't Give Up the Ship), regia di Norman Taurog (1959)
- Guerra di gangster (The Purple Gang), regia di Frank McDonald (1959)
- Sette strade al tramonto (Seven Ways from Sundown), regia di Harry Keller (1960)
- L'inferno è per gli eroi (Hell Is for Heroes), regia di Don Siegel (1962)
- Quella strana condizione di papà (Papa's Delicate Condition), regia di George Marshall (1963)
- Contratto per uccidere (The Killers), regia di Don Siegel (1964)
- Jean Harlow, la donna che non sapeva amare (Harlow), regia di Gordon Douglas (1965)
- Quello strano sentimento (That Funny Feeling), regia di Richard Thorpe (1965)
- Il massacro dei Sioux (The Great Sioux Massacre), regia di Sidney Salkow (1965)
- Il caro estinto (The Loved One), regia di Tony Richardson (1965)
- La valle dell'orso (The Night of the Grizzly), regia di Joseph Pevney (1966)
- Il magliaro a cavallo (Skin Game), regia di Paul Bogart e Gordon Douglas (1971)
- Settimo potere (The Resurrection of Zachary Wheeler), regia di Bob Wynn (1971)
- Ispettore Callaghan: il caso Scorpio è tuo! (Dirty Harry), regia di Don Siegel (1971)
- Starbird and Sweet William, regia di Jack Hively (1973)

### Televisione

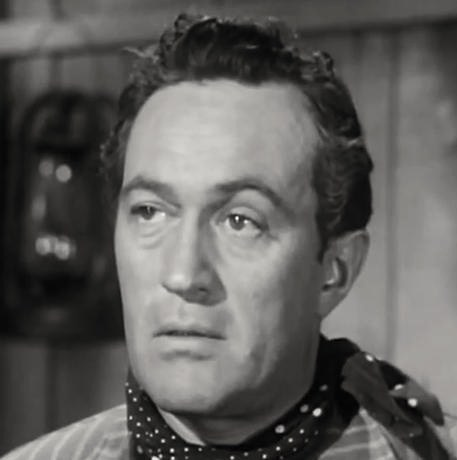
Don Haggerty nella serie TV "Stories of the Century"

- Mr. and Mrs. North, regia di Fred Coe – film TV (1946)
- Il cavaliere solitario (The Lone Ranger) – serie TV, 4 episodi (1949-1955)
- Squadra mobile (Racket Squad) – serie TV, episodio 1x08 (1951)
- The Files of Jeffrey Jones – serie TV, 14 episodi (1952-1954)
- Hopalong Cassidy – serie TV, un episodio (1952)
- The Cases of Eddie Drake – serie TV, 13 episodi (1952)
- The Public Defender – serie TV, 3 episodi (1954-1955)
- Studio 57 – serie TV, 5 episodi (1954-1956)
- Letter to Loretta – serie TV, 5 episodi (1954-1960)
- Stories of the Century – serie TV, un episodio (1954)
- Le leggendarie imprese di Wyatt Earp (The Life and Legend of Wyatt Earp) – serie TV, 21 episodi (1955-1961)
- Wild Bill Hickok (Adventures of Wild Bill Hickok) – serie TV, un episodio (1955)
- The Star and the Story – serie TV, episodio 1x08 (1955)
- The Man Behind the Badge – serie TV, un episodio (1955)
- Fireside Theatre – serie TV, un episodio (1955)
- Four Star Playhouse – serie TV, un episodio (1955)
- Stage 7 – serie TV, episodio 1x21 (1955)
- Steve Donovan, Western Marshal – serie TV, episodio 1x12 (1955)
- State Trooper – serie TV, 9 episodi (1956-1957)
- Private Secretary – serie TV, un episodio (1956)
- The Millionaire – serie TV, un episodio (1956)
- Alias Mike Hercules – serie TV, un episodio (1956)
- General Electric Summer Originals – serie TV, un episodio (1956)
- Jane Wyman Presents The Fireside Theatre – serie TV, un episodio (1956)
- Soldiers of Fortune – serie TV, un episodio (1956)
- Crusader – serie TV, 2 episodi (1956)
- 26 Men – serie TV, episodi 1x01-1x28-2x01 (1957-1958)
- The Ford Television Theatre – serie TV, un episodio (1957)
- Le avventure di Rin Tin Tin (The Adventures of Rin Tin Tin) – serie TV, un episodio (1957)
- Telephone Time – serie TV, episodio 2x24 (1957)
- Panico (Panic!) – serie TV, episodio 1x10 (1957)
- The George Sanders Mystery Theater – serie TV, 2 episodi (1957)
- The Californians – serie TV, 2 episodi (1958-1959)
- Sugarfoot – serie TV, 4 episodi (1958-1961)
- Decision – serie TV, un episodio (1958)
- Avventure lungo il fiume (Riverboat) – serie TV, episodi 1x04-2x24 (1959-1960)
- Disneyland – serie TV, 6 episodi (1959-1960)
- The Texan – serie TV, 2 episodi (1959-1960)
- Bat Masterson – serie TV, 2 episodi (1959-1960)
- Gli uomini della prateria (Rawhide) – serie TV, 6 episodi (1959-1963)
- The Rough Riders – serie TV, episodio 1x13 (1959)
- Behind Closed Doors – serie TV, un episodio (1959)
- Have Gun - Will Travel – serie TV, episodio 2x28 (1959)
- Frontier Doctor – serie TV, un episodio (1959)
- Zorro – serie TV, un episodio (1959)
- Markham – serie TV, un episodio (1959)
- Laramie – serie TV, un episodio (1959)
- Richard Diamond (Richard Diamond, Private Detective) – serie TV, un episodio (1959)
- Bronco – serie TV, 2 episodi (1960-1961)
- Cheyenne – serie TV, 3 episodi (1960-1961)
- Colt.45 – serie TV, 2 episodi (1960)
- Tales of Wells Fargo – serie TV, un episodio (1960)
- Dan Raven – serie TV, un episodio (1960)
- Ben Casey – serie TV, 2 episodi (1961-1965)
- Death Valley Days – serie TV, 15 episodi (1961-1969)
- The Blue Angels – serie TV, un episodio (1961)
- Carovana (Stagecoach West) – serie TV, episodio 1x21 (1961)
- Lock Up – serie TV, episodio 2x29 (1961)
- The Brothers Brannagan – serie TV, un episodio (1961)
- Lawman – serie TV, un episodio (1961)
- General Electric Theater – serie TV, episodio 9x23 (1961)
- Bonanza – serie TV, 7 episodi (1962-1972)
- Maverick – serie TV, episodio 5x08 (1962)
- The Beachcomber – serie TV, 2 episodi (1962)
- Frontier Circus – serie TV, un episodio (1962)
- Corruptors (Target: The Corruptors) – serie TV, episodio 1x35 (1962)
- Il carissimo Billy (Leave It to Beaver) – serie TV, un episodio (1962)
- The Andy Griffith Show – serie TV, un episodio (1963)
- Redigo – serie TV, un episodio (1963)
- Gunsmoke – serie TV, 2 episodi (1963)
- Il mio amico marziano (My Favorite Martian) – serie TV, 2 episodi (1964-1965)
- Destry – serie TV, un episodio (1964)
- Perry Mason – serie TV, un episodio (1964)
- The Beverly Hillbillies – serie TV, un episodio (1964)
- Mamma a quattro ruote (My Mother the Car) – serie TV, 2 episodi (1965-1966)
- I mostri (The Munsters) – serie TV, un episodio (1965)
- La leggenda di Jesse James (The Legend of Jesse James) – serie TV, un episodio (1965)
- La legge di Burke (Burke's Law) – serie TV, episodi 3x16-3x17 (1966)
- Petticoat Junction – serie TV, un episodio (1966)
- Daniel Boone – serie TV, un episodio (1967)
- Rango – serie TV, episodio 1x14 (1967)
- Gomer Pyle: USMC – serie TV, un episodio (1967)
- Il grande teatro del west (The Guns of Will Sonnett) – serie TV, 2 episodi (1968)
- L'immortale (The Immortal) – serie TV, un episodio (1970)
- O'Hara, U.S. Treasury – serie TV, un episodio (1972)
- Medical Center – serie TV, un episodio (1973)
- Harry O – serie TV, un episodio (1975)
- Baretta – serie TV, episodio 3x19 (1977)
- Incredible Rocky Mountain Race – film TV (1977)
- The Adventures of Huckleberry Finn – film TV (1981)
- California Gold Rush, regia di Jack Hively – film TV (1981)

## Doppiatori italiani
- Renato Turi in Giungla d'asfalto, Attente ai marinai!
- Giorgio Capecchi in Cord il bandito